# 竹中則行
竹中 則行（たけなか のりゆき、1967年11月4日 - ）は、和歌山県にあったプロ野球・独立リーグチームである紀州レンジャーズの球団会社株式会社紀州レンジャーズ代表取締役、映像制作会社アイシーブレーン代表。身長171cm、体重67kg、血液型B型。

## 略歴
映像制作ディレクターを経て、各種映像・イベントの企画プロデュースや町づくり・地域活性化プランのプロデュースなどを行う。
2006年3月30日に開催された“和歌山箕島球友会”VS茨城ゴールデンゴールズの試合をプロデュースした際に、木村竹志監督と出会い和歌山でのプロ野球球団立上げに向けて活動をはじめる。
2008年に紀州レンジャーズを発足させ、2009年から発足した独立リーグの関西独立リーグに加盟し活動していたが、2013年シーズン終了後に脱退し、2014年以降は活動を休止し、2017年に活動を終了した。

## 経歴
- 1985年　和歌山県立桐蔭高等学校　卒業
- 1988年　東京写真専門学校　放送芸術課　卒業
- 1988年　株式会社MK企画　入社
- 1998年　株式会社MK企画　退社
- 1999年　株式会社アークス　入社（取締役）
- 2002年　株式会社アークス　退社
- 2002年　アイシーブレーン　設立
- 2008年　株式会社和通　制作事業部長　就任
- 2008年　株式会社紀州レンジャーズ　代表取締役　就任